# Tenjowaringin
Tenjowaringin is een bestuurslaag in het regentschap Tasikmalaya van de provincie West-Java, Indonesië. Tenjowaringin telt 4778 inwoners (volkstelling 2010).